# George Richardson Memorial Trophy
George T. Richardson Memorial Trophy je bila hokejska nagrada, ki jo je od 1932 do 1972 letno podeljevala Kanadska amaterska hokejska zveza (CAHA) prvakom Vzhodne kanadske mladinske A lige. Nagrada se imenuje v čast Georgea T. Richardsona, zmagovalca Pokala Allan z moštvom Queen’s University iz 1909. 9. februarja 1916 je umrl v boju med prvo svetovno vojno.
Nagrado se je dalo osvojiti po dvostopenjski končnici. V polfinalu je prvak južnega Ontaria iz lige Ontario Hockey Association igral proti prvaku severnega Ontaria iz lige Northern Ontario Junior Hockey League, prvak Quebeca iz lige QJHL se je v drugem polfinalu pomeril s prvakom lige Maritimes. Finalista sta se nato pomerila med sabo za pokal. Nobeno moštvo iz lige Maritimes ni nikoli osvojilo pokala, moštvo iz severnega Ontaria pa je nazadnje osvojilo pokal leta 1937. 
Zmagovalec pokala je napredoval do serije na izločanje, v kateri se je za pokal Memorial Cup pomeril z zmagovalcem pokala Abbott Cup. Leta 1972 so nagrado George Richardson Memorial Trophy upokojili. Canadian Hockey League (CHL) je zamenjala organizacijo CAHA na mestu najvišje mladinske lige v Kanadi, posledično je tekmovanje za Memorial Cup postalo skupinskega tipa, v skupini se pomerijo prvaki treh lig članic CHL-a: Western Hockey League, Ontario Hockey League in Quebec Major Junior Hockey League.

## Prvaki
| - 1932 - Sudbury Cub Wolves - 1933 - Newmarket Redmen - 1934 - Toronto St. Michael's Majors - 1935 - Sudbury Cub Wolves - 1936 - West Toronto Nationals - 1937 - Copper Cliff Redmen - 1938 - Oshawa Generals - 1939 - Oshawa Generals - 1940 - Oshawa Generals - 1941 - Montreal Royals - 1942 - Oshawa Generals - 1943 - Oshawa Generals - 1944 - Oshawa Generals - 1945 - Toronto St. Michael's Majors - 1946 - Toronto St. Michael's Majors - 1947 - Toronto St. Michael's Majors - 1948 - Barrie Flyers - 1949 - Montreal Royals - 1950 - Montreal Junior Canadiens - 1951 - Barrie Flyers | - 1952 - Guelph Biltmore Mad Hatters - 1953 - Barrie Flyers - 1954 - St. Catharines Teepees - 1955 - Toronto Marlboros - 1956 - Toronto Marlboros - 1957 - Ottawa Junior Canadiens - 1958 - Ottawa-Hull Junior Canadiens - 1959 - Peterborough Petes - 1960 - St. Catharines Teepees - 1961 - Toronto St. Michael's Majors - 1962 - Hamilton Red Wings - 1963 - Niagara Falls Flyers - 1964 - Toronto Marlboros - 1965 - Niagara Falls Flyers - 1966 - Oshawa Generals - 1967 - Toronto Marlboros - 1968 - Niagara Falls Flyers - 1969 - Montreal Junior Canadiens - 1970 - Montreal Junior Canadiens - 1971 - Québec Remparts |

## Prvaki vzhodne Kanade do 1932
Pred sezono 1931/32 so prvaki Prvenstva vzhodne Kanade prejeli mesto v boju za Memorial Cup, toda ne Richardson Trophy, saj so jo začeli podeljevati šele leta 1932.
| - 1919 - University of Toronto Schools - 1920 - Toronto Canoe Club Paddlers - 1921 - Stratford Midgets - 1922 - Fort William War Veterans - 1923 - Kitchener Colts - 1924 - Owen Sound Greys - 1925 - Toronto Aura Lee | - 1926 - Queen's University - 1927 - Owen Sound Greys - 1928 - Ottawa Gunners - 1929 - Toronto Marlboros - 1930 - West Toronto Nationals - 1931 - Ottawa Primroses |